# Jan Rembieliński
Jan Rembieliński (ur. 11 czerwca 1897 w Warszawie, zm. 16 października 1948 w Londynie) – polski prawnik,  publicysta, senator V kadencji, prezes Związku Akademickiego „Młodzież Wszechpolska”, członek zarządu głównego Stronnictwa Narodowego. 

## Życiorys
Syn adwokata Antoniego oraz Haliny z domu Bilczów. Ukończył Gimnazjum Towarzystwa Szkoły Maurycego hr. Zamoyskiego. W 1916 roku rozpoczął studia prawnicze na Uniwersytecie Warszawskim. Dołączył tam do Koła im. Maurycego Mochnackiego, który grupował studentów o poglądach narodowych. W listopadzie 1916 roku zaprotestował przeciwko poparciu przez społeczność akademicką aktu 5 listopada. 16 grudnia 1916 roku został sekretarzem Koła im. Maurycego Mochnackiego. Został w 1918 roku członkiem Ligi Narodowej. Wziął udział w bitwie o Lwów i został postrzelony 9 listopada pod gmachem Sejmu Krajowego przez Ukraińców.
Po powrocie do stolicy zaangażował się w prace nad powołaniem Narodowego Zjednoczenia Młodzieży Akademickiej, dla którego stworzył deklarację ideową. Po przekształceniu Narodowego Zjednoczenia Młodzieży Akademickiej w Związek Akademicki „Młodzież Wszechpolska” został jej pierwszym prezesem. W 1925 roku został zastępcą redaktora naczelnego Myśli Narodowej. Był współtwórcą Ruchu Młodych Obóz Wielkiej Polski. W maju 1927 roku Rembieliński z Tadeuszem Bieleckim i innymi liderami Obozu Wielkiej Polski zostali aresztowani za rozpowszechnianie ulotek na temat śmierci gen. Włodzimierza Zagórskiego.
W 1928 roku brał udział w Komitecie Organizacyjnym Stronnictwa Narodowego, w 1929 roku został Komitetu Głównego Młodych Obozu Wielkiej Polski, a pod koniec 1930 roku został członkiem Zarządu Głównego Stronnictwa Narodowego. Również w 1930 roku wydał swoją broszurę Dniepr i Wisła w 10. rocznicę bitwy warszawskiej. W 1933 roku wchodził w skład Radykalnego Komitetu Wydawniczego Młodych.
1 listopada 1936 roku Rembieliński odszedł z Stronnictwa Narodowego oraz redakcji Myśli Narodowej. W listopadzie 1936 roku Rembieliński wraz z Stanisławem Miłaszewskim stworzył tygodnik Podbipięta, którego celem była synteza myśli narodowej i sanacyjnej.
W wyborach parlamentarnych w 1938 roku był niezależnym kandydatem do Senatu, a 13 listopada 1938 roku został wybrany na wojewódzkim kolegium wyborczym z województwa warszawskiego. W Senacie został członkiem komisji gospodarczej oraz komisji ds. zagranicznych. Po śmierci Romana Dmowskiego napisał broszurę Dmowski – wychowawca.
29 lipca 1939 r. wypłynął na zaproszenie Jerzego Giedroycia na transatlantyckim statku MS „Chrobry” w rejs z Gdyni do Ameryki Południowej. Jak wspominał potem Jerzy Giedroyć: Było zwyczajem, że w inauguracyjną podróż – która miała miejsce przed samym wybuchem wojny – zapraszało się przedstawicieli literatury i publicystyki. W tym okresie byłem naczelnikiem Wydziału Prezydialnego w Ministerstwie Przemysłu i Handlu i zaproponowałem podróż właśnie Gombrowiczowi, Czesławowi Straszewiczowi i Janowi Rembielińskiemu”. Nazwisko Jana Rembielińskiego pojawia się na kartach książki Witolda Gombrowicza Trans-Atlantyk.
Po wybuchu II wojny światowej wrócił z Argentyny do Francji gdzie zgłosił się jako ochotnik do formującego się tam wojska polskiego. Został współpracownikiem czasopisma Polska Walcząca. Uczęszczał do Szkoły Podchorążych Piechoty w Coëtquidan gdzie należał do  Referatu Oświatowego. Po rozejmie w Compiègne przeniósł się do Wielkiej Brytanii gdzie stał się wydawcą Nowin Pierwszej Brygady poświęconej 1. Samodzielnej Brygadzie Strzelców. Brał również udział w redagowaniu dwujęzycznych pism Miecz Ducha – Sword of Spirit oraz Sprawa – The Common Cause. W 1941 roku Jan Rembieliński został oddelegowany do pracy w Ministerstwie Informacji i Dokumentacji. Został również wiceprezesem Związku Dziennikarzy Polskich w Londynie.
W 1941 roku wydał broszurę poświęconą Stanisławowi Wyspiańskiemu, rok później wraz z Wiesławem Strzałkowskim opublikował broszurę poświęconą Janowi Kasprowiczowi. W 1948 roku wydał książkę poświęconą średniowiecznej historii Polski.
Zmarł 16 października 1948 w Londynie; został pochowany na cmentarzu Kensal Green.

## Poglądy

### Stosunek do religii
W 1922 r. na łamach Głosu Akademickiego pisał: Nacjonalizm dotyczy tylko spraw doczesnych i tylko ziemskimi sprawami ideologia nacjonalistyczna się zajmuje (...) Toteż nacjonalista równie dobrze może być ateistą, panteistą i prawowiernym katolikiem. I dlatego właśnie, że we wszystkich uchwałach Młodzieży Wszechpolskiej ani jednego słowa nie ma o Bogu może ona łączyć w zgodnej współpracy katolików i protestantów, wierzących i niewierzących. Z czasem jego poglądy zaczęły podążać w kierunku syntezy nacjonalizmu i katolicyzmu. W 1926 roku pisał, że naród jako wspólnota duchowo nieśmiertelna pragnie życia wiecznego, przez co naturalnie ciąży ku religii katolickiej. Rembieliński określił Kościół katolicki jako gwarant polskiej suwerenności oraz czynnik konsolidujący naród.
Według Rembieliński wartości moralne zaszczepione narodom cywilizacji europejskiej przez Kościół Katolicki są niezbędne do prawidłowego funkcjonowania pogłębiając ich suwerenność. Polska zdaniem Rembielińskiego jest od tysiąclecia oparta jest na systemie współistnienia władzy państwowej i kościelnej.

### Stosunek do partii politycznych
Rembieliński zwracał uwagę na brak możliwości prawdziwego zjednoczenia narodu przez przeszłość polityczną, która była tworzona przez partykularne partyjne interesy. Najważniejsze jego zdaniem było ukierunkowanie swojego myślenia na tory ponadpartyjne uwzględniające dobro całego narodu bez kierowania się różnicami klasowymi czy politycznymi. Przeciwstawianie sobie narodowców i sanacji uważał za szkodliwe dla zgody narodowej. Jak pisał: I jedni i drudzy do narodu należą, braćmi są, wychowanymi w tych samych warunkach. Partie polityczne  były zdaniem Rembielińśkiego wyrazem różnic poglądów na sprawy drugorzędne. Zdaniem Rembielińskiego partie polityczne potęgują ambicje poszczególnych grup społecznych i uzurpują sobie prawo do monopolu na racji podczas gdy idee są własnością całego narodu i żadna partia nie powinna rościć sobie praw do jedynie słusznego ich wyznawania.
Rembieliński przeciwstawiał się pomysłom stworzenia monopartii ponieważ uznawał, że nią również mogły by targać konflikty wewnętrznych frakcji. Polacy zdaniem Rembielińskiego potrafili się zjednoczyć w ważnych momentach jak chociażby przy budowie portu w Gdyni czy Centralnego Okręgu Przemysłowego. Rembieliński uznaje, że zgodę narodową można zbudować na skutek działania psychologicznego, wzbudzania zaufania Polaków. Jak pisał: Może i powinna uczynić to grupa rządząca przez planowy, konsekwentnie wykonywany szereg aktów politycznych, które owo zaufanie w społeczeństwie będzie gruntować.

### Stosunek do rozwiązań ustrojowych II Rzeczypospolitej
Rembieliński negatywnie odnosił się do polskich rozwiązań ustrojowych. Jego zdaniem konstytucja marcowa była nieudaną próbą przeszczepienia zachodniego modelu demokracji parlamentarnej. Z kolei konstytucja kwietniowa jak pisał przyjęła pogląd na dzieje narodu uproszczony: twórcy jej w całej przeszłości naszej zobaczyli wyłącznie „warcholstwo” i wydobyli z niej jedną tylko naukę, że trzeba „wzmocnić władzę”.

## Publikacje
- Dniepr i Wisła (1930)
- Dmowski – wychowawca (1939)
- Wyspiański (1941)
- Kasprowicz (1942)
- Historia Polski. T. 1. Średniowiecze (1948)